# Île Reach
L'île Reach ou île Treasure est une île de l'État de Washington dans le Comté de Mason aux États-Unis, appartenant administrativement à Allyn-Grapeview.

## Géographie
Située dans le sud du Puget Sound, elle s'étend sur environ 1,4 km de longueur pour une largeur de près de 340 m.